# 유언 검인 법원
유언 검인 법원(probate court)은 미국의 법원으로 유언을 확인하고 집행하는 특수 법원이다. 고인의 유언 사항이 제대로 준수하는지를 심사ㆍ조사를 하고 재산을 분배하는 일을 맡는다. 유언검인법원의 검증과 승계과정은 공공기록으로 누구나 열람할 수 있다.

## 절차
사망자가 사망하면 법원은 대표자를 선정하여 유언검인을 하며 유언이 없을 경우 사망자의 부인이나 자식 중의 한 명이 대표자가 된다. 부인이나 자식이 없는 경우 가까운 친척 순으로 가장 적합한 사람이 대표자로 정해진다. 유언장이 있을 경우 그 유언장이 꼭 먼저 법원에 30일 이내에 접수되어야 하며, 유언장이 효력을 발생하려면 두 명의 증인이 사망 인이 사망 전에 사망자 앞에서 서명했어야 한다. 재산 목록은 유가족 대표가 법원에 제출하며 동시에 사망 사실에 대해 지역신문에 부고도 알려야 한다. 변제가 필요한 사람은 4개월 안에 법원에 서류를 제출해야 허고 법원을 통해 지불될 것을 공지한다. 이렇게 한 후 사망인의 채권자들은 4개월의 공고기간이 지난 후 돈을 받을 수 있다.
법원은 사망인의 유언장이 제대로 작성되어 있는지, 세금은 제대로 납부되었는지, 상속세는 지불되었는지, 나머지 돈을 상속인들에게 잘 지불했는지 등등도 확인한다. 이런 조사와 검증 후 남은 돈이 지불되며 보통 6-9개월 정도 소요된다.

## 세금
미국인이 십만불 이상의 유산을 남기고 사망하면 유언 검인 법원이유산을 일정기간 관리되며 상속이 마무리 되려면 보통 1년 반 이상의 시간이 걸린다. 그동안 관리재산은 사용할 수 없고 또한 비용도 상당히 많이 들게 된다.

## 한국과 비교
한국에서는 가정법원이 유사한 기능을 수행한다. 예를 들어 상속을 포기할 경우 가정법원에 신고하는 것이다.

## 같이 보기
- 가정법원
- 유언검인